# HMB
HMB（エイチ・エム・ビー）は、ヒゲ、メガネ、帽子のスタイルを通して、クリエイターを紹介するフリーペーパー。

## 概要
2007年7月に創刊号を発行（それ以前に準備号であるvol.00を発行している）。
毎号ごとの特集に加え、新進気鋭のクリエイターが表紙のTシャツを制作する「HMB COVER CREATIVE STORY」、ヒゲ、メガネ、帽子のいずれかにちなんだクリエイターにインタビューをする「HMB Special Interview」、わらしべ長者に見立ててクリエイターを紹介しながら作品を物々交換していく「クリエイティブわらしべ長者」などを連載。（5号より「クリエイティブわらしべ長者」はWebに移行）
発行は年4回、2009年3月までに7号を発行。岡山市、倉敷市のカフェやショップなどで配布されている。

## 既刊
1. 僕らのHMBライフスタイル
  - 発行：2007年7月
2. 私の旦那はHMBスタイル
  - 発行：2007年10月
3. 僕らの就職最前線
  - 発行：2008年1月
4. 僕らのモノづくり大作戦
  - 発行：2008年5月
5. ヒゲとメガネとぼうしとTシャツ
  - 発行：2008年8月
6. 僕らのものづくりの原点はここにあり
  - 発行：2008年12月
7. 僕らの天職写真館、僕らの手に職＝天職
  - 発行：2009年3月